# Rhamphoria tympanidispora
Rhamphoria tympanidispora är en svampart som beskrevs av Rehm 1887. Rhamphoria tympanidispora ingår i släktet Rhamphoria och familjen Annulatascaceae.  Arten är reproducerande i Sverige. Inga underarter finns listade i Catalogue of Life.